# Загорський Микола Степанович
Загорський Микола Степанович (нар. 14(27). 10. 1906, с. Пединівка Звенигородський повіт, Київська губернія, нині Звенигородського р-ну Черкаської області — 19. 10. 1960, Запоріжжя) — український інженер, фахівець у галузі металургії.
Основні наукові інтереси — проблеми виробництва алюмінію. Під його керівництвом запроєктовано вперше в СРСР промислове виробництво титану. Розробив нові конструкції катода й алюмінієвої ванни, застосував «зворотний» струм для її розігріву.

## Життєпис
1931 — Закінчив Київський політехнічний інститут.
1931 — працював на Дослідному алюмінієвому заводі у Ленінграді (нині С.-Петербург).
1931—1950 — на Дніпровському алюмінієвому заводі (Запоріжжя), у тому числі 1948–50 — головний інженер.
1942–48 — головний інженер Сталінського алюмінієвого заводу (нині Новокузнецьк Кемеровської обл., РФ).
1950–54 — у Запорізькому буд.-монтажному управлінні тресту «Алюмінспецмонтаж» на посадах головного інженера та начальника.
1954–55 — головний інженер Іршинського буд.-монтажного управління тресту «Запоріжалюмінбуд» (Житомирська обл.).
Від 1955 — в інституті «Укрдіпрокольормет» (Запоріжжя) на посадах головного інженера, начальника проектного відділу, директора.